# Inabaknon jezik
Inabaknon jezik (ISO 639-3: abx), jezik naroda Abaknon na otoku Capul u prolazu San Bernardino Strait, na sjeverozapadnom Samaru i nekim naseljima uz zapadnu obalu Samara, Filipini. 
21 400 govornika (2000 M. Jacobson SIL) od čega 13 400 na Capulu. Od 4 000 monolingualnih, gotovo sve su djeca, dok su odrasle osobe uglavnom multilingualne, tagalog, engleski, samareño, bikolano i cebuano jezici.
Inabaknon je jedini član posebne podskupine abaknon, šire skupine Sama-Bajaw, Malajsko-polinezijski jezici.

## Vanjske poveznice
- Ethnologue (14th)
- Ethnologue (15th)